# (35671) 1998 SN165
(35671) 1998 SN165, também escrito como (35671) 1998 SN165, é um objeto transnetuniano  que está localizado no Cinturão de Kuiper, uma região do Sistema Solar. Este corpo celeste é classificado como um cubewano. Ele possui uma magnitude absoluta de 5,6. (35671) 1998 SN165 tem um diâmetro de 460 km ou 433 km, tornando-o um candidato a planeta anão.

## Descoberta
(35671) 1998 SN165 foi descoberto no dia 23 de setembro de 1998 por Arianna E. Gleason no Observatório Steward.

## Órbita
A órbita de (35671) 1998 SN165 tem uma excentricidade de 0,044, possui um semieixo maior de 37,794 UA e um período orbital de cerca de 235 anos. O seu periélio leva o mesmo a uma distância de 36,136 UA em relação ao Sol e seu afélio a 39,452 UA.